# Evert Gunnarsson
Sven Evert Gunnarsson (født 28. december 1929 i Ljungskile, Sverige, død 30. november 2022) var en svensk roer. Han deltog i tre olympiske lege og opnåede en sølvmedalje.
Gunnarsson deltog første gang ved OL 1948 i London, hvor han sammen med Bernt Torberntsson stillede op i toer uden styrmand. Båden blev nummer tre og sidst i det indledende heat, og i opsamlingsheatet sluttede den også sidst, og konkurrencen var dermed slut for parret.
Gunnarsson og Torberntsson stillede ved OL 1952 igen op i toer uden styrmand. Her blev det til sejr i det indledende heat, men efter en tredjeplads i semifinalen og en andenplads i opsamlingsheatet, nåede parret ikke finalen.
Ved OL 1956 var Gunnarsson skiftet til større både, og sammen med Olle Larsson, Gösta Eriksson, Ivar Aronsson og styrmand Bertil Göransson vandt han sølv i firer med styrmand. Italien og Finland vandt henholdsvis guld og bronze. Den svenske båd vandt såvel sit indledende heat som sit semifinaleheat. I finalen var den dog 3 sekunder efter de italienske vindere. Ved de samme lege var han med i den svenske otter, der blev nummer fire i konkurrencen. Efter sejr i det indledende heat kvalificerede svenskerne sig til finalen med en andenplads i semifinalen. I finalen blev det til en fjerde- og sidsteplads, et godt stykke efter australierne på tredjepladsen.
Gunnarsson vandt desuden en EM-guldmedalje i toer uden styrmand i 1949, samt to sølvmedaljer i 1955, en i firer med styrmand og en i otter. Han vandt samlet 25 svenske og otte nordiske mesterskaber.

## OL-medaljer
- 1956:  Sølv i firer med styrmand